# Typophorus nigritus
Typophorus nigritus är en skalbaggsart som först beskrevs av Fabricius 1801.  Typophorus nigritus ingår i släktet Typophorus och familjen bladbaggar.

## Underarter
Arten delas in i följande underarter:
- T. n. nigritus
- T. n. chalceus
- T. n. viridicyaneus